# Guillenia lemmonii
Guillenia lemmonii là một loài thực vật có hoa trong họ Cải. Loài này được (Greene) R.Buck. mô tả khoa học đầu tiên.